# Museu de Arte Sacra de Niterói
Museu de Arte Sacra é um museu brasileiro localizado em Niterói. É mantido com o acervo da Arquidiocese de Niterói, situado no salão nobre da Igreja Nossa Senhora da Conceição, Rua da Conceição, Centro, Niterói.
Possui rico acervo de valor histórico e religioso, como uma Pia Batismal em mármore do século XVIII, pratarias do século XIX, imagens de arte imaginaria dos santos esculpidas em madeira do século XIX, entre outros, incluindo, a peça de maior importância, um Relicário do século XVIII, com fragmentos da Cruz de Cristo, que na Sexta-Feira da Paixão, sai para veneração.

## Igreja
A Igreja Nossa Senhora da Conceição da Cidade foi construída, entre 1663 a 1671 pelo devoto Afonso Corrêa de Pina, negro e pobre, que, com esmolas da população, arrecadou dinheiro para as obras, em um sítio oferecido pelos herdeiros do cacique Araribóia, fundador de Niterói. Erguida como ermida, fica em uma encosta às margens da atual Rua da Conceição, quase início da Rua Dr. Celestino, via conhecida até o século XIX como caminho da conceição, rota usada para acessar o interior da capitânia do Rio de Janeiro.
O templo foi matriz por um longo período, durante o qual abrigou a imagem de São João Batista, padroeiro da Cidade, atualmente exposta na Catedral de São João Batista, no Jardim São João. Nela, celebrou-se em 1819 a cerimônia de Te Deum comemorativo da elevação à Vila Real da Praia Grande dos arraiais que dão origem a atual município de Niterói.
Em seu interior, atualmente encontra-se a imagem de Nossa Senhora da Conceição, datada de 1672 e entalhada em madeira. O templo passou por sucessivas reformas, porém manteve suas características arquitetônicas coloniais.